# Інноватика
Іннова́тика — галузь знань, що охоплює питання методології й організації інноваційної діяльності.
Інноватика вивчає закономірності процесів розвитку, формування новацій, нововведень, механізмів управління змінами, подолання опору нововведенням, адаптації до них людини, використання та поширення інноваційних потоків, інноваційної діяльності, їх вплив на сферу конкуренції, на розвиток суспільства в цілому.
На відміну від стихійних, спонтанно виникаючих змін, інноватика вивчає механізм інноваційних і контрольованих змін, які відбуваються внаслідок раціонально-вольових дій.
Предметом інноватики є створення, освоєння та поширення різного типу інновацій.
Уперше термін «інноватика» було вжито наприкінці 80-х років XX ст. в науковій школі професора Санкт-Петербурзького державного технічного університету В. Г. Колосова з метою визначення напряму наукової діяльності з розробки і розвитку теоретичних засад наукової методології і методів прогнозування створення інновацій, а також методів планування, організації інноваційної діяльності та реалізації нововведень. Специфіка інноватики полягає в тому, що вона є міждисциплінарною методологією особливого типу. Інноватика забезпечує таке інтегрування знань, у процесі якого спеціальні науки (економіко-управлінські, соціологія, психологія, кібернетика, філософія та ін.) зберігають свою самостійність і специфічність, але їх теоретичні концепції і фактичні дані об'єднуються навколо методів дослідження проблем інновацій та інноваційної діяльності, інтегруючи різноманітні наукові знання з метою підвищення їх практичної ефективності.
Деякі вчені вважають, що в інноватиці як науковому напрямі слід виокремлювати дві взаємодоповнюючі складові: теоретичну інноватику та прикладну. Теоретична інноватика вирішує проблеми створення і розвитку наукової методології інноватики, теоретичні проблеми синтезу інноваційно складних організаційно-технічних систем (нових знань, ідей, нових технологій, винаходів, відкриттів).